# Kazuo Chiba
Kazuo Chiba (jap. 千葉和雄 Chiba Kazuo; ur. 5 lutego 1940 w Tokio, zm. 5 czerwca 2015 w San Diego) – nauczyciel aikido, 8 dan Aikikai, założyciel oddziału Aikikai w San Diego (USA), dokąd przeprowadził się w 1981. Jest także założycielem międzynarodowej organizacji aikido pod nazwą Birankai. W świecie aikido jest często uważany za przedstawiciela "twardej" odmiany aikido.

## Życiorys
Rozpoczął treningi sztuk walki w 1956 od judo, którego uczył się w International Judo Academy. W lutym 1958 zgłosił się do Hombu Dojo i mimo braku listu polecającego (wymaganego w tamtych czasach), po rozmowie z sensei'em Morihei Ueshibą został zaakceptowany jako uczeń. Przez 7 lat trenował w Hombu Dojo jako uchideshi, ucząc się w tym samym czasie iaidō. W 1960 otrzymał stopień 3 dan Aikido i rozpoczął prowadzenie treningów w Nagoi.
W 1966, będąc wówczas w stopniu 5 dan, przeniósł się do Sunderland w Wielkiej Brytanii. Brał czynny udział w tworzeniu British Aikido Federation (Brytyjska Federacja Aikido). W 1970 otrzymał stopień 6 dan. W 1975 powrócił do Japonii. W 1981 przeniósł się do Stanów Zjednoczonych i założył San Diego Aikikai.